# Loxostege crocanthes
Loxostege crocanthes là một loài bướm đêm trong họ Crambidae.